# Tomasz Tomaszewski (fotograf)
Tomasz Tomaszewski (ur. 6 maja 1953 w Warszawie) – polski fotograf, twórca fotografii prasowych.

## Życiorys
Urodził się w rodzinie Janusza i Jadwigi z domu Nowak. Studiował na Wydziale Fizyki Uniwersytetu Warszawskiego oraz optykę w Katedrze Optyki Wydziału Mechaniki Precyzyjnej Politechniki Warszawskiej. Jako fotoreporter debiutował w 1976 na łamach tygodnika „itd”, materiałem „Nasz chleb powszedni”. W latach 1976–1980 był etatowym fotografem w magazynach „itd”, „Perspektywy”, „Razem”. W 1981 nawiązał współpracę z „Tygodnikiem Solidarność”. Po 1982 kierował działem fotograficznym w „Przeglądzie Katolickim”. 
Współpracował z redakcją magazynu „National Geographic”, a jego zdjęcia znalazły się w zbiorze najlepszych fotografii czasopisma. Prowadził wykłady o fotografii na uniwersytetach w Polsce, USA, Niemczech i we Włoszech. Ma w dorobku liczne wystawy indywidualne w kraju i za granicą, polskie i obcojęzyczne książki, m.in. Cyganie polscy (1982), Ostatni. Współcześni Żydzi polscy (1993), W poszukiwaniu Ameryki (1994), W Centrum (2003) o życiu codziennym pacjentów Centrum Zdrowia Dziecka. Jego fotografie zostały opublikowane m.in. w publikacjach: „Najlepsze Zdjęcia National Geographic” (1999) i „Wielka Księga Dziesięciolecia” (2001).
Jest członkiem Związku Polskich Artystów Fotografików, Stowarzyszenia Twórców i Przyjaciół Kultury Cygańskiej oraz agencji Visum Archiv w Hamburgu, agencji National Geographic Creative w Waszyngtonie oraz American Society of Media Photographers.
O jego życiu opowiada film dokumentalny Czarna skrzynka (2013), który został nagrodzony w 2014 na Festiwalu Podróżników Trzy Żywioły w Krakowie.

## Życie prywatne
Mąż Małgorzaty Niezabitowskiej, byłej rzecznik rządu Tadeusza Mazowieckiego, z którą ma córkę, Marynę.

## Nagrody i wyróżnienia
- I nagroda Podziemnej Solidarności za najważniejsze kulturalne wydarzenie (1986)[6]
- Nagroda w konkursie Magazine-News-Stories zorganizowanym w ramach Washington Journalism Review[6]
- Medal zasługi od the Society of Publication Designers USA, za opowiadanie „The Human Habitat” opublikowane w the New York Times Magazine (2000)[7]
- I miejsce w Konkursie Polskiej Fotografii Prasowej w kategorii „Życie Codzienne: Reportaż” (2003)[6]
- I nagroda za najpiękniejszy album roku 2003 za „W Centrum”, konkurs PTWK, Polska (2004)[7]
- I nagroda w konkursie fotograficznym Newsweek PL w kategorii „Życie codzienne” (2008)[8]
- Brązowy Medal „Zasłużony Kulturze Gloria Artis” (2009)[9][10]
- Nagroda im. Czesława Miłosza (wspólnie z Małgorzatą Niezabitowską) przyznana przez ambasadę USA w Polsce za zrealizowanie projektu „Poszukiwanie Ameryki 25 lat później” (2013)[11]
- Nagroda 100-lecia ZAiKS-u (2020)[12]